# Jacinto de Sousa
Jacinto de Sousa (Quixadá, 3 de julho de 1896 — Quixadá, 29 de janeiro de 1941) foi escultor brasileiro, nascido no Ceará.

## Biografia
De origem simples, nasceu no interior do Ceará, filho de Inácio de Sousa Primeiro e Maria Angélica de Sousa. Apesar de não possuir qualquer aprendizado formal em artes dedicou-se à fotografia, à pintura e à escultura, graças ao seu esforço e habilidades artísticas inatas. Foi considerado em sua época um dos maiores artistas plásticos do estado, sendo homenageado por Jáder Carvalho, com a crônica "Nadja me contou" e por Rachel de Queiroz  com "Glória Humilde" na revista O Cruzeiro. Recebeu homenagem também da Câmara Municipal de Quixadá que, em 11 de agosto de 2000, através da lei municipal n° 1.922, mudou o nome do Museu Histórico de Quixadá para Museu Histórico Jacinto de Sousa, em uma das suas principais obras esta "O Trabalhador", um monumento erguido na praça da estação, onde faz uma homenagem a classe proletariado. 
Casou-se com Lídia Alves Ribeiro, com quem teve oito filhos, Angélica, Jaime, Paulo, Lúcia, Maura, Inês e as gêmeas Margarida e Martha.
Apesar do reconhecimento de sua obra, morreu humilde na cidade em que nasceu.

## Obras
Entre as diversas obras de Jacinto de Sousa, destacam-se:
- Herma em bronze do Dr. José Carneiro em Baturité, Ceará
- Busto da Princesa Isabel em Redenção, Ceará
- "Monumento ao Trabalhador Livre" na Praça da Estação em Quixadá, Ceará
- "O Cristo Crucificado" – obra exposta no Museu Histórico Jacinto de Sousa em Quixadá
- Diversas esculturas em madeira de inspiração sacra e regionalista